# Wybory samorządowe w Polsce w 1998 roku
Wybory samorządowe w 1998 zostały przeprowadzone w dniu 11 października 1998 roku. Oddano głosów ważnych 11 721 825, karty oddało 12 945 043 osób na 28 544 777 uprawnionych. Frekwencja w wyborach do sejmików województw wyniosła 45,35%, głosów nieważnych oddano 9,06%.

## Listy wyborcze[3]
- Sojusz Lewicy Demokratycznej – nr 1
- Akcja Wyborcza Solidarność – nr 2
- Unia Wolności – nr 3
- Przymierze Społeczne – nr 4
- Ruch Patriotyczny Ojczyzna – nr 5
- Stowarzyszenie Rodzina Polska – nr 6

## Wybierane organy
Wybierano:
- 2489 rad gmin, liczących ogółem 52 379 radnych; z tego:
  - 65 rad miejskich w miastach na prawach powiatów, w systemie proporcjonalnym, metodą d’Hondta, z klauzulą zaporową 5% głosów ważnych (2921 mandatów),
  - 268 rad w gminach liczących powyżej 20 tys. mieszkańców (wyłączając mpp.), w systemie proporcjonalnym, metodą d’Hondta, bez progu zaporowego (7 984 mandaty),
  - 2156 rad w gminach liczących do 20 tys. mieszkańców, w systemie większościowym (41 474 mandaty),
- 308 rad powiatów, w systemie proporcjonalnym, metodą d’Hondta, z klauzulą zaporową 5% głosów ważnych (10 290 mandatów),
- 16 sejmików województw, w systemie proporcjonalnym, metodą d’Hondta, z klauzulą zaporową 5% głosów ważnych (855 mandatów),
- Radę Warszawy (68 mandatów),
- 7 rad dzielnic w gminie Warszawa-Centrum (175 mandatów).

Łącznie do obsadzenia było 63 767 mandatów.

## Wyniki wyborów

### Radni ogółem
| Komitet wyborczy                         | Liczba radnych w skali kraju |
| ---------------------------------------- | ---------------------------- |
| Akcja Wyborcza Solidarność               | 10622                        |
| Sojusz Lewicy Demokratycznej             | 8835                         |
| Przymierze Społeczne                     | 4242                         |
| Polskie Stronnictwo Ludowe               | 2798                         |
| Unia Wolności                            | 1146                         |
| Akcja Wyborcza Solidarność-Unia Wolności | 12                           |
| Unia Pracy                               | 6                            |
| Pozostałe                                | 36104                        |
| Suma                                     | 63 765                       |

### Sejmiki województw

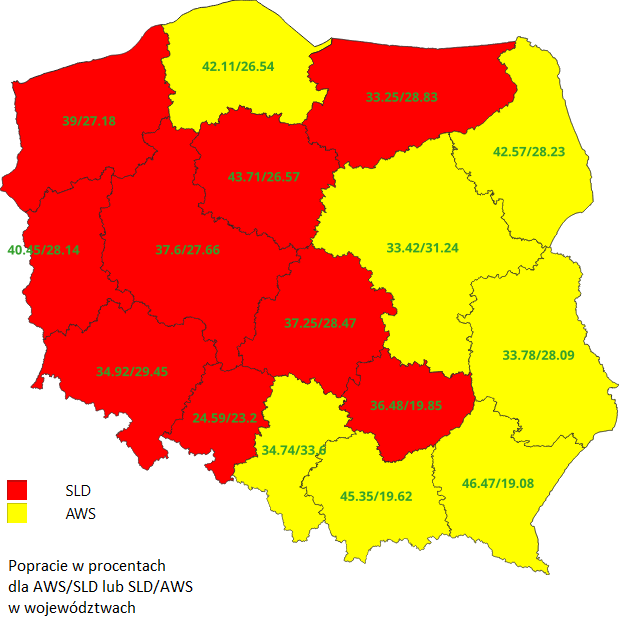
Zwycięskie komitety w województwach

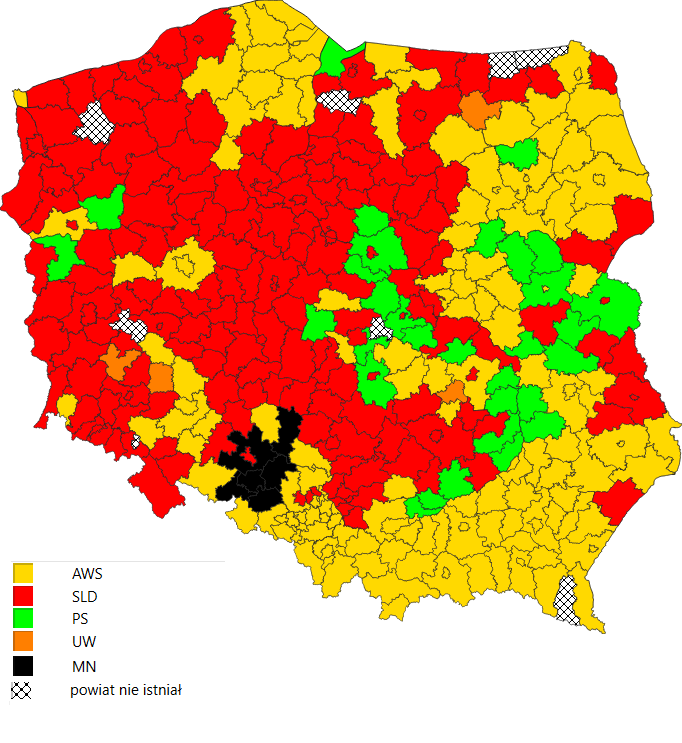
Zwycięskie komitety w powiatach

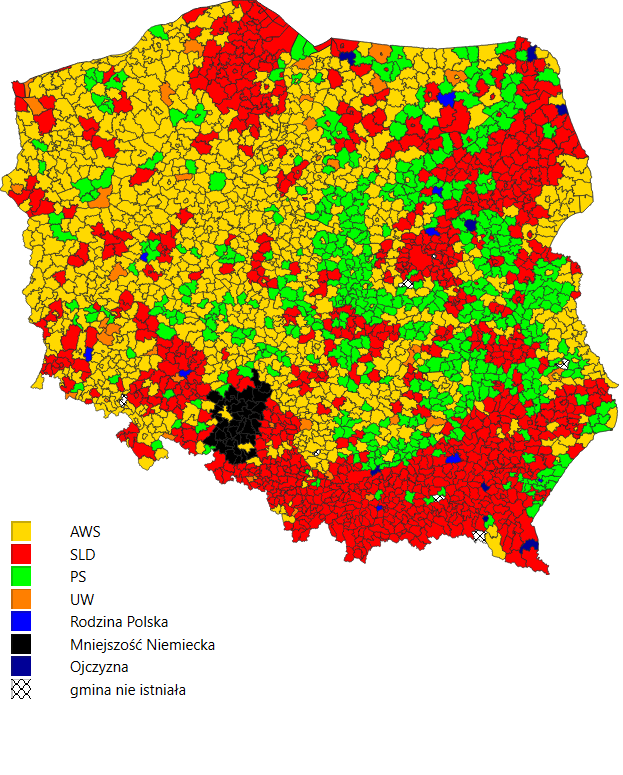
Zwycięskie komitety w gminach

Koalicje w sejmikach

#### Wyniki głosowania
Wszystkie dane wyrażono w procentach.
| Sejmik             | AWS         | SLD   | PS    | UW    | RP    | RPO  | Regionalne z mandat. | Inne |      |
| ------------------ | ----------- | ----- | ----- | ----- | ----- | ---- | -------------------- | ---- | ---- |
| Sejmik             | dolnośląski | 29,45 | 34,92 | 8,06  | 17,00 | 7,07 | 2,37                 | –    | 1,12 |
| kujawsko-pomorski  | 26,57       | 43,71 | 10,12 | 9,18  | 6,31  | 3,34 | –                    | 0,76 |      |
| lubelski           | 33,78       | 28,09 | 21,61 | 8,33  | 3,48  | 1,93 | –                    | 2,77 |      |
| lubuski            | 28,14       | 40,45 | 11,73 | 15,60 | 0,76  | 3,19 | –                    | 0,14 |      |
| łódzki             | 28,47       | 37,25 | 15,20 | 9,59  | 4,76  | 2,55 | –                    | 2,18 |      |
| małopolski         | 45,35       | 19,62 | 8,76  | 12,20 | 5,96  | 4,46 | –                    | 3,66 |      |
| mazowiecki         | 33,42       | 31,24 | 14,78 | 11,27 | 5,54  | 2,68 | –                    | 1,06 |      |
| opolski            | 23,20       | 24,59 | 9,06  | 11,27 | 5,07  | 2,07 | 21,151               | 3,59 |      |
| podkarpacki        | 46,47       | 19,08 | 15,65 | 5,95  | 5,43  | 7,14 | –                    | 0,28 |      |
| podlaski           | 42,57       | 28,23 | 13,03 | 7,59  | 3,01  | 5,58 | –                    | –    |      |
| pomorski           | 42,11       | 26,54 | 7,04  | 12,28 | 5,91  | 1,63 | –                    | 4,49 |      |
| śląski             | 34,70       | 33,57 | 5,71  | 14,56 | 5,25  | 3,25 | –                    | 2,96 |      |
| świętokrzyski      | 19,85       | 36,48 | 21,08 | 7,50  | 0,81  | 2,98 | 9,872                | 2,23 |      |
| warmińsko-mazurski | 28,76       | 33,17 | 15,89 | 13,65 | 5,68  | 2,84 | –                    | –    |      |
| wielkopolski       | 27,66       | 37,60 | 13,41 | 12,81 | 5,76  | 2,75 | –                    | –    |      |
| zachodniopomorski  | 27,18       | 39,00 | 9,34  | 12,21 | 3,57  | 5,28 | –                    | 3,42 |      |
| Polska             | 33,32       | 31,83 | 12,04 | 11,68 | 5,20  | 3,19 | 0,94                 | 1,83 |      |

Objaśnienia:
1 Mniejszość Niemiecka,
2 „Wspólnota Świętokrzyska”.

#### Podział mandatów
| Sejmik             | AWS         | SLD | PS | UW | MN | WŚ | RPO | RP | Razem |   |    |
| ------------------ | ----------- | --- | -- | -- | -- | -- | --- | -- | ----- | - | -- |
| Sejmik             | dolnośląski | 19  | 25 | 2  | 9  | –  | –   | –  | Razem | – | 55 |
| kujawsko-pomorski  | 15          | 26  | 5  | 4  | –  | –  | –   | –  | 50    |   |    |
| lubelski           | 20          | 16  | 12 | 2  | –  | –  | –   | –  | 50    |   |    |
| lubuski            | 14          | 22  | 3  | 6  | –  | –  | –   | –  | 45    |   |    |
| łódzki             | 19          | 24  | 9  | 3  | –  | –  | –   | –  | 55    |   |    |
| małopolski         | 38          | 13  | 3  | 6  | –  | –  | –   | –  | 60    |   |    |
| mazowiecki         | 32          | 30  | 11 | 6  | –  | –  | –   | 1  | 80    |   |    |
| opolski            | 11          | 14  | 3  | 4  | 13 | –  | –   | –  | 45    |   |    |
| podkarpacki        | 31          | 10  | 8  | –  | –  | –  | 1   | –  | 50    |   |    |
| podlaski           | 25          | 13  | 5  | 2  | –  | –  | –   | –  | 45    |   |    |
| pomorski           | 27          | 16  | 2  | 5  | –  | –  | –   | –  | 50    |   |    |
| śląski             | 31          | 31  | 1  | 12 | –  | –  | –   | –  | 75    |   |    |
| świętokrzyski      | 10          | 21  | 11 | –  | –  | 3  | –   | –  | 45    |   |    |
| warmińsko-mazurski | 16          | 17  | 6  | 6  | –  | –  | –   | –  | 45    |   |    |
| wielkopolski       | 21          | 29  | 5  | 5  | –  | –  | –   | –  | 60    |   |    |
| zachodniopomorski  | 13          | 22  | 3  | 6  | –  | –  | 1   | –  | 45    |   |    |
| Polska             | 342         | 329 | 89 | 76 | 13 | 3  | 2   | 1  | 855   |   |    |

### Rady powiatów
| Komitet wyborczy             | Liczba radnych w skali kraju |
| ---------------------------- | ---------------------------- |
| Akcja Wyborcza Solidarność   | 3130                         |
| Sojusz Lewicy Demokratycznej | 2823                         |
| Przymierze Społeczne         | 1259                         |
| Unia Wolności                | 371                          |
| Polskie Stronnictwo Ludowe   | 303                          |
| Pozostałe                    | 2404                         |
| Suma                         | 10 290                       |

### Rady miast na prawach powiatu
| Komitet wyborczy             | Liczba radnych w skali kraju |
| ---------------------------- | ---------------------------- |
| Sojusz Lewicy Demokratycznej | 1157                         |
| Akcja Wyborcza Solidarność   | 1045                         |
| Unia Wolności                | 235                          |
| Przymierze Społeczne         | 7                            |
| Polskie Stronnictwo Ludowe   | 1                            |
| Pozostałe                    | 476                          |
| Suma                         | 2 921                        |

### Radni gmin powyżej 20 tys. mieszkańców niebędącymi miastami na prawach powiatu
| Komitet wyborczy                         | Liczba radnych w skali kraju |
| ---------------------------------------- | ---------------------------- |
| Akcja Wyborcza Solidarność               | 2260                         |
| Sojusz Lewicy Demokratycznej             | 2233                         |
| Unia Wolności                            | 305                          |
| Przymierze Społeczne                     | 290                          |
| Polskie Stronnictwo Ludowe               | 72                           |
| Akcja Wyborcza Solidarność-Unia Wolności | 12                           |
| Unia Pracy                               | 3                            |
| Pozostałe                                | 2809                         |
| Suma                                     | 7 984                        |

### Radni gmin do 20 tys. mieszkańców
| Komitet wyborczy             | Liczba radnych w skali kraju |
| ---------------------------- | ---------------------------- |
| Akcja Wyborcza Solidarność   | 3739                         |
| Przymierze Społeczne         | 2597                         |
| Polskie Stronnictwo Ludowe   | 2422                         |
| Sojusz Lewicy Demokratycznej | 2202                         |
| Unia Wolności                | 115                          |
| Unia Pracy                   | 3                            |
| Pozostałe                    | 30394                        |
| Suma                         | 41 472                       |

### Radni m. st. Warszawy
| Komitet wyborczy             | Liczba radnych w skali kraju |
| ---------------------------- | ---------------------------- |
| Akcja Wyborcza Solidarność   | 29                           |
| Sojusz Lewicy Demokratycznej | 25                           |
| Unia Wolności                | 13                           |
| Pozostałe                    | 1                            |
| Suma                         | 68                           |

### Radni dzielnic w gm. Warszawa-Centrum
| Komitet wyborczy             | Liczba radnych w skali kraju |
| ---------------------------- | ---------------------------- |
| Akcja Wyborcza Solidarność   | 77                           |
| Sojusz Lewicy Demokratycznej | 66                           |
| Unia Wolności                | 31                           |
| Pozostałe                    | 1                            |
| Suma                         | 175                          |